# Große Synagoge (Astryna)

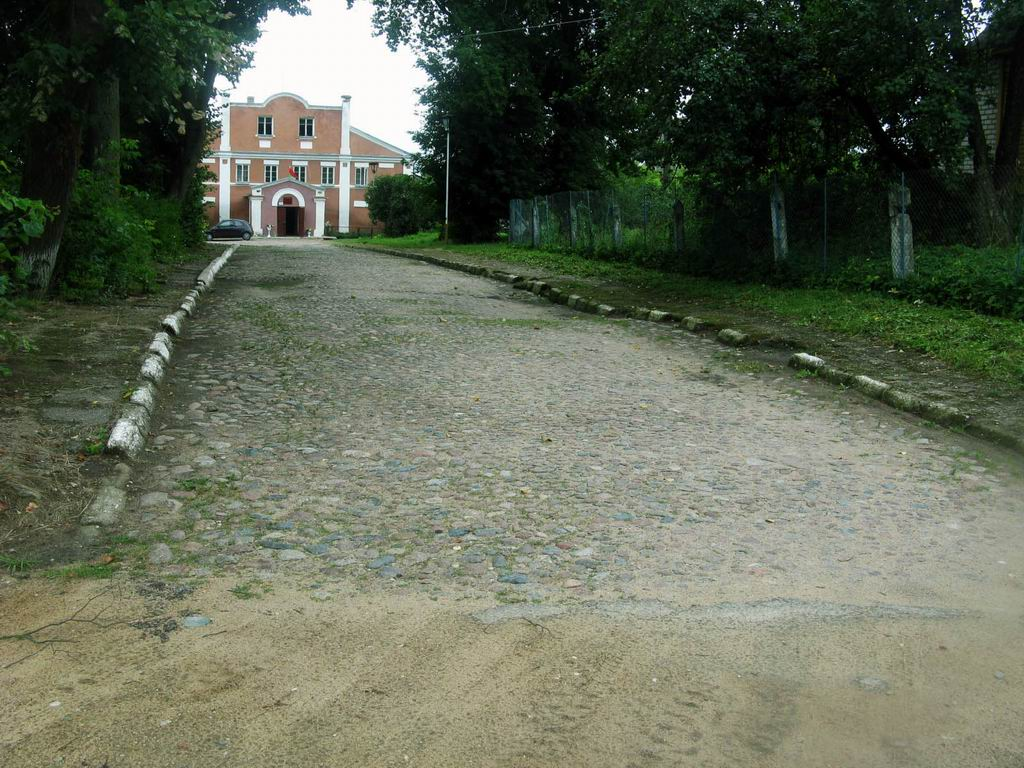
Große Synagoge in Astryna (2010)

Die Große Synagoge in Astryna (belarussisch Астрына), einer Kleinstadt in der Hrodsenskaja Woblasz im Norden von Belarus, wurde im 19. Jahrhundert errichtet. Die Synagoge wurde nach dem Zweiten Weltkrieg zweckentfremdet.
In Astryna war vor 1941 der Anteil der jüdischen Bevölkerung sehr hoch. Der überwiegende Teil der jüdischen Bevölkerung wurde von den deutschen Besatzern während des Holocausts ermordet.